# Nowosielce (województwo dolnośląskie)
Nowosielce (niem. Sorgan) – wieś w Polsce, w województwie dolnośląskim, w powiecie trzebnickim, w gminie Oborniki Śląskie.
W latach 1975–1998 położona była w województwie wrocławskim.
Przed 2023 r. Nowosielce były przysiółkiem wsi Lubnów.